# Саборна црква у Бијељини
Саборни храм Рођења Пресвете Богородице је храм Српске православне цркве који се налази у улици Joвана Дучића у Бијељини у Републици Српској у Босни и Херцеговини. Припада Епархији зворничко-тузланској.

## Историја
Храм је димензија 28x24 метара.Градња храма је почела 1999. године према пројекту архитекте Наде Филиповић из Бироа "Дата-пројект" из Бањалуке. Темеље храма је освештао епископ зворничко-тузласки г. Василије на дан храмове славе 21. септембра 2002. године. Храм има централну куполу и звоник висок 44 метра, који је тријемом повезан са храмом. На звонику су повезана четири звона укупне масе 4000 килограма. Након завршене градње 2009. године храм је освештао 20. септембра исте године надлежни архијереј г. Василије. Приликом освештања кумови су били: предсједник владе Републике Српске Милорад Додик, начелник општине Мићи Мићић и Митар Перић из Бијељине.
Иконостас од славонског храста у дуборезу израдио је Александар Нинковић из Модриче. Иконе на иконостасу живописане су у радионици Петра Билића у Београду.Радови на живопису су трајали од 2008. до 2011. године. Комплетан живопис дјело је Милоша Максимовића из Новог Сада, Ђорђа Ђорђевића из Инђије и Дарка Живковића из Баточине.
У оквиру комплекса храма у току је изграња Православне гимназије који је први такав објекат у Републици Српској. Објекат ће имати, без подрумских просторија 2.650 метара квадратних са осам опремљених учионица, као и посебно одјељење за ученике који желе да наставе школовање на Богословији.
Такође, почела је и изградња споменика свим мајкама погинулим српских синова у протеклим ратовима који је планиран да буде постављен код Саборне цркве.
Иницијативу за подизање споменика дало је Удружење породица несталих бораца и цивила Семберије и Мајевице. Званично је откривен 30. јуна 2017. године уз присуство представника власти града Бијељине. Рад на овом споменику радио је Рајко Блажић, ванредни професор на Катедри за вајарство Академије СПЦ за умјетност и конзервацију из Београда.

## Свештеници парохија Саборног дома Рођења Пресвете Богородице I-IV
Прије оснивања парохија, у Бијељини су постојале само парохије које су припадале најстаријој цркви у граду, цркви Светог Георгија Великомученика.
Садашњи јереј Прве парохије је протојереј Драган Пејчић, свештеник Друге парохије је протојереј Милан Перковић, свештеник Треће парохије је сада пензионисани протојереј Митар Тешић, а свештеник Четврте парохије је протојереј Небојша Драшкић. Ђакон Саборног храма је Небојша Ерак.

## Галерија
- Храм ноћу
- Фреска Пантократор у главној куполи
- Фреско сликарство у западном хору
- Поглед на величанствени иконостас
- Стуб у храму са фрескама
- Велики лустер у унутрашњости храма
- Фреске разних светитеља
- Поглед на храм и звоник са истока